# Liste der Ehrenbürger von Aschaffenburg

## Ehrenbürgerschaft
Zu Ehrenbürgern der Stadt Aschaffenburg können Persönlichkeiten ernannt werden, die sich in außerordentlicher Weise um die Stadt verdient gemacht haben. Das Ehrenbürgerrecht ist die höchste Auszeichnung, die die Stadt vergibt.

### Rechtsgrundlage
Rechtsgrundlage ist Artikel 16 der Bayerischen Gemeindeordnung. Benötigt wird ein Stadtratsbeschluss, der in nichtöffentlicher Sitzung mit einfacher Mehrheit der Abstimmenden gefasst wird. Die Verleihung kann nur zu Lebzeiten des zu Ehrenden erfolgen, da dessen Rechtsfähigkeit Voraussetzung ist. Das Ehrenbürgerrecht erlischt mit dem Tod des Ehrenbürgers.

### Widerruf
Ein Widerruf ist möglich bei jedem Verhalten, das aus Sicht eines objektiven unvoreingenommenen Betrachters mit der Stellung und dem besonderen Ansehen eines Ehrenbürgers unvereinbar ist. Für den Widerruf ist eine Zwei-Drittel-Mehrheit der stimmberechtigten Mitglieder des Stadtrats erforderlich.

### Verleihung, Aberkennung
Die Stadt Aschaffenburg verleiht die Ehrenbürgerwürde seit 1839. Heute geschieht dies in feierlicher Form im Rahmen eines Festakts mit der Einhändigung der Ehrenbürgerurkunde.
Mit der Eingemeindung von Damm am 1. Juli 1901 wurde die dort verliehene Ehrenbürgerschaft des Fabrikanten Philipp Dessauer übernommen. 
Die zwischen 1933 und 1945 auch andernorts entstandenen Ehrenbürgerschaften von Paul von Hindenburg, Adolf Hitler, Franz Ritter von Epp, Otto Hellmuth und Ludwig Siebert sind seit dem Ende des Dritten Reiches ohne Belang und Bedeutung; ihre offizielle Aberkennung erfolgte 1981.
Bei der Eingemeindung von Schweinheims wurde am 1. April 1939 die Ehrenbürgerschaft von Pfarrer Johann Georg Schweinfest und bei der Eingemeindung Gailbachs am 1. April 1975 wurde die Ehrenbürgerschaft von Pfarrer Gregor Türk übernommen.

## Die Ehrenbürger der Stadt Aschaffenburg
(Hinweis: Die Auflistung erfolgt chronologisch nach Datum der Zuerkennung.)
1. Friedrich Freiherr von Fechenbach (* 27. August 1790 in Mainz; † 24. Oktober 1850 in Wien)
königlich-bayerischer Kämmerer
Verleihung 1839
Freiherr von Fechenbach erwarb sich während seines dreijährigen Aufenthalts in der Stadt durch seine Mildtätigkeit gegenüber Bedürftigen und sein eifriges Bemühen um das Wohl der Einwohner die allgemeine Achtung und Liebe in hohem Grade.
2. Philipp Dessauer (* 20. Juni 1837 in Aschaffenburg; † 19. August 1900 in Aschaffenburg)
Fabrikant
Verleihung 1872 in der Gemeinde Damm
Dessauer war Gründungsmitglied und Vorstand des Vereines Deutscher Zellstoff-Hersteller. Ihm werden bahnbrechende Entwicklungen bei der Verarbeitung von Zellstoff zu Papier zugeschrieben.
3. Franz Hettinger (* 13. Januar 1819 in Aschaffenburg; † 26. Januar 1890 in Würzburg)
Professor der Patrologie und der Apologetik, Homiletik und der Dogmatik
Verleihung 1889
Die Verleihung erfolgte anlässlich des 50. Jahrestages seiner Priesterweihe.
4. Jakob Heinrich von Hefner-Alteneck (* 5. Mai 1811 in Aschaffenburg; † 19. Mai 1903 in München)
Maler
Verleihung 1894
Hefner-Alteneck war Direktor des Bayerischen Nationalmuseums in München. Mit der Ehrenbürgerschaft wurden seine auch internationalen Verdienste und die Publikation bedeutender Bücher gewürdigt.
5. Karl Alzheimer (* 6. Oktober 1825 in Kassel (Biebergemünd); † 29. Dezember 1904 in Aschaffenburg)
Pfarrer
Verleihung 1900
Alzheimer erwarb sich durch seine Wohltätigkeit und durch seine Verdienste um den Elisabethenverein großes Ansehen. Anlässlich des 50. Jahrestages seiner Priesterweihe wurde er zum Ehrenbürger ernannt.
6. Johann Georg Schweinfest (* 16. Januar 1850 in Schweinshaupten; † 21. Oktober 1925 in Schweinheim)
Pfarrer
Verleihung 1912 in der Gemeinde Schweinheim
Er ließ in den Jahren 1894/95 die Kirche Maria Geburt und 1899 die Kirche St. Margareta und St. Johannes in Grünmorsbach errichten und war ein Chronist der Gemeinde.
7. Adalbert Hock (* 19. Mai 1866 in Aschaffenburg; † 18. Januar 1949 in Aschaffenburg)
Kunst- und Heimatmaler
Verleihung 1947
In Hocks Werk sind Ansichten der Stadt Aschaffenburg ein wiederkehrendes Thema. Zudem war er an der Wiederherstellung der Wandmalereien im Pompejanum beteiligt.
8. Friedrich Dessauer (* 19. Juli 1881 in Aschaffenburg; † 16. Februar 1963 in Frankfurt am Main)
Physiker, Unternehmer und Politiker
Verleihung 1956
Dessauer war Sohn der Stadt Aschaffenburg. Mit der Ehrenbürgerschaft wurden seine naturwissenschaftlichen Leistungen und sein soziales Engagement ausgezeichnet.
9. Gregor Türk (* 1932 in Frickenhausen)
Pfarrer
Verleihung 1974 in der Gemeinde Gailbach
Türk war seit 1966 Pfarrer in Gailbach und erwarb sich Verdienste beim Ausbau des Pfarrzentrums Gailbach
10. Gustav Stadelmann (* 19. August 1896 in Aschaffenburg; † 19. November 1991 in Aschaffenburg)
Heimatforscher
Verleihung 1981
Stadelmann beschäftigte sich in seiner Freizeit intensiv mit der Geschichte seiner Heimat. Seine umfangreiche Sammlung stiftete er später der Stadt Aschaffenburg.
11. Hugo Karpf (* 17. Januar 1895 in Wüstenzell; † 19. Juli 1994 in Aschaffenburg)
Politiker
Verleihung 1985
Karpf war Mitglied des Reichstags und des Bundestags. Er setzte sich stets für sozial Schwache ein und gilt als Vater der Heimarbeiter. Mit der Verleihung der Ehrenbürgerschaft zeichnete die Stadt seine Lebensleistung aus.
12. Kurt Frenzel (* 15. März 1908 in Böhingen; † 8. Oktober 1995 in Aschaffenburg)
Kommunalpolitiker
Verleihung 1985
Frenzel war nach Kriegsende im Rahmen der Entnazifizierung Mitglied der Spruchkammer und setzte später durch seine politische Arbeit und sein außerberufliches Engagement für das Wohl der Bürger der Stadt Akzente.
13. Marielies Schleicher (* 28. Juli 1901 in Aschaffenburg; † 17. Januar 1996 in Aschaffenburg)
Politikerin
Verleihung 1991
Die Stadt würdigte mit der Ehrenbürgerschaft die Gründung des Vereins Lebenshilfe und der zugehörigen Behindertenwerkstätten.
14. Willi Reiland (* 2. November 1933 in Oberaltstadt; † 14. November 2015 in Haibach)
Oberbürgermeister von 1970 bis 2000
Verleihung 2000
Ein Stadtvater im besten Sinne, eine über den Parteien stehende Instanz.
15. Günter Dehn (* 4. Juli 1933 in Aschaffenburg)[1]
Bürgermeister von 1978 bis 2002
Verleihung 2015
Die Stadt würdigte mit der Ehrenbürgerschaft die über 50-jährige Zugehörigkeit zum Stadtrat, die 24-jährige Amtszeit als Bürgermeister und das überdurchschnittliche soziale Engagement von Herrn Dehn.